# Bogna Janke
Bogna Joanna Janke z domu Gawinek (ur. 9 lipca 1973 w Białymstoku) – polska dziennikarka, przedsiębiorca, urzędnik państwowy i dyplomata. W latach 2021–2022 sekretarz stanu w Kancelarii Prezydenta RP, od 2023 ambasador RP w Brazylii.

## Życiorys
Wychowywała się w Olsztynie. Córka opozycjonisty z okresu PRL Wiesława Gawinka. W 1997 ukończyła studia germanistyczne na Wydziale Neofilologii Uniwersytetu Warszawskiego. Jest absolwentką studiów doktoranckich na tym samym wydziale, jej przewód doktorski został zamknięty. W 2023 ukończyła podyplomowe studia służby zagranicznej w Szkole Głównej Handlowej w Warszawie.  
Początkowo pracowała w TVP, odbywała staże m.in. w redakcji „Teleexpressu”, Telewizyjnej Agencji Informacyjnej i redakcji filmów dokumentalnych TVP2. Od 1998 zatrudniona w dziale zagranicznym Polskiej Agencji Prasowej, w latach 2001–2003 była wydawcą tygodnika „Gazeta Południa” z powiatu piaseczyńskiego. Od 2004 do 2006 pracowała dla stacji TVN24, gdzie została redaktorem i wydawcą internetowego serwisu informacyjnego. W 2006 wspólnie z mężem założyła portal salon24.pl, obejmowała w nim funkcje administratora, prezesa zarządu, współwłaściciela i właściciela. Za założenie platformy blogowej była w 2007 nominowana do Nagrody im. Dariusza Fikusa w kategorii wydawca. W 2021 zakończyła kierowanie tym portalem i sprzedała udziały w spółce.
W 2010 bez powodzenia kandydowała do rady miejskiej Konstancina-Jeziorny z lokalnego komitetu. 13 lipca 2021 prezydent RP Andrzej Duda powołał ją na stanowisko sekretarza stanu w Kancelarii Prezydenta RP odpowiedzialnego za dialog społeczny. 14 października tego samego roku została powołana w skład Rady ds. Młodzieży przy Narodowej Radzie Rozwoju. Pracę w Kancelarii Prezydenta RP zakończyła 30 czerwca 2022. Następnie podjęła współpracę m.in. z dziennikiem Rzeczpospolita i portalem Onet.
8 września 2023 Prezydent RP mianował ją Ambasadorem Nadzwyczajnym i Pełnomocnym Rzeczypospolitej Polskiej w Federacyjnej Republice Brazylii. 17 listopada 2023 złożyła listy uwierzytelniające na ręce prezydenta Federacyjnej Republiki Brazylii Luiza Inácio Luli da Silvy. W kwietniu 2024 minister spraw zagranicznych Radosław Sikorski wnioskował o odwołanie jej ze stanowiska, na co prezydent Andrzej Duda nie wyraził zgody. W czerwcu 2024 minister Sikorski odwołał ją ze stanowiska kierownika polskiej placówki w Brasilii, co  nie zostało zaakceptowane przez Prezydenta Andrzeja Dudę.
W 2012 była fundatorką i do 2021 prezesem Fundacji Warszawskie Szpitale Polowe, której celem było upamiętnienie pracy służby zdrowia w czasie powstania warszawskiego. Współpracowała z Fundacją Świętego Mikołaja przy kampanii społecznej „Mama w pracy” poświęconej obecności matek na rynku pracy.

## Życie prywatne
Zna język angielski, niemiecki i portugalski, pasywnie rosyjski i szwedzki. Mieszka w Konstancinie-Jeziornie. Zamężna z Igorem Janke, ma dwóch synów (ur. 2000 i 2002).